# Дагоун
Дагоун (бирм. ဒဂုံ မြို့နယ်) — один из 33-х районов Янгона, располагается в Западном округе к северу от центра города. Дагоун является исторической колыбелью Янгона, на его территории находится центральная достопримечательность города — пагода Шведагон.
В районе располагаются
- Пагода Шведагон
- Национальный музей (66/74 Pyay Road)
- Посольство РФ (38, Sagawa Road)
- Посольство Китая (1 Pyidaungsu Yeiktha Road)
- Посольство Шри-Ланки (34, Tawwin Road)